# Lepidotrigla punctipectoralis
Lepidotrigla punctipectoralis är en fiskart som beskrevs av Fowler, 1938. Lepidotrigla punctipectoralis ingår i släktet Lepidotrigla och familjen knotfiskar. Inga underarter finns listade i Catalogue of Life.